# Tân Thành, thành phố Thái Nguyên
Tân Thành là một phường thuộc thành phố Thái Nguyên, tỉnh Thái Nguyên, Việt Nam.

## Địa lý
Phường Tân Thành nằm ở phía đông nam thành phố Thái Nguyên, có vị trí địa lý: 
- Phía đông và phía nam giáp thành phố Sông Công
- Phía tây giáp thành phố Sông Công và phường Tích Lương
- Phía bắc giáp phường Hương Sơn và phường Trung Thành.

Phường Tân Thành có diện tích 2,29 km², dân số năm 1999 là 4330 người, mật độ dân số đạt 1891 người/km².
Trên địa bàn phường có tuyến quốc lộ 3 chạy qua khu vực phía tây và quốc lộ 37 chạy qua khu vực phía đông.

## Lịch sử
Sau năm 1975, Tân Thành là một phường thuộc thành phố Thái Nguyên.
Đến năm 2019, phường Tân Thành được chia thành 16 tổ dân phố, đánh số từ 1 tới 16.
Ngày 11 tháng 12 năm 2019, sáp nhập tổ dân phố 2 vào tổ dân phố 1, sáp nhập hai tổ dân phố 3 và 4 thành tổ dân phố 2, sáp nhập ba tổ dân phố 5, 6, 7 thành tổ dân phố 3, sáp nhập 3 tổ dân phố 8, 11, 12 thành tổ dân phố 4, sáp nhập hai tổ dân phố 9 và 10 thành tổ dân phố 5, sáp nhập hai tổ dân phố 13 và 14 thành tổ dân phố 6, sáp nhập hai tổ dân phố 15 và 16 thành tổ dân phố 7.

## Hành chính
Phường Tân Thành được chia thành 7 tổ dân phố: 1, 2, 3, 4, 5, 6, 7.

## Kinh tế - xã hội
Trụ sở ủy ban nhân dân phường nằm đối diện với Trường tiểu học Tân Thành, ngay cạnh quốc lộ 37, cách đường tròn khu Gang thép khoảng 1 km, gần chợ Vó Ngựa.
Trên địa bàn phường có 2 trường tiểu học, 1 trường trung học cơ sở, 2 trường mầm non.